# Cedi Osman
Cedi Osman (in macedone Џеди Осман?; Ocrida, 8 aprile 1995) è un cestista macedone naturalizzato turco.

## Carriera
Venne selezionato con la 31ª scelta assoluta (la prima del secondo giro) dai Minnesota Timberwolves nel Draft NBA 2015, che la sera stessa cedettero i diritti su di lui ai Cleveland Cavaliers.
I Cavs firmarono Osman l'11 luglio 2017.

## Statistiche

### NBA

#### Regular Season
| Anno      | Squadra             | PG  | PT  | MP   | TC%  | 3P%  | TL%  | RP  | AP  | PRP | SP  | PP   |
| --------- | ------------------- | --- | --- | ---- | ---- | ---- | ---- | --- | --- | --- | --- | ---- |
| 2017-2018 | Cleveland Cavaliers | 61  | 12  | 11,0 | 48,4 | 36,8 | 56,5 | 2,0 | 0,7 | 0,4 | 0,0 | 3,9  |
| 2018-2019 | Cleveland Cavaliers | 76  | 75  | 32,2 | 42,7 | 34,8 | 77,9 | 4,7 | 2,6 | 0,8 | 0,1 | 13,0 |
| 2019-2020 | Cleveland Cavaliers | 65  | 65  | 29,4 | 43,7 | 38,3 | 67,0 | 3,6 | 2,4 | 0,8 | 0,2 | 11,0 |
| 2020-2021 | Cleveland Cavaliers | 59  | 26  | 25,6 | 37,4 | 30,6 | 80,0 | 3,4 | 2,9 | 0,9 | 0,2 | 10,4 |
| 2021-2022 | Cleveland Cavaliers | 66  | 3   | 22,1 | 43,2 | 35,7 | 66,4 | 2,2 | 2,0 | 0,8 | 0,2 | 10,7 |
| 2022-2023 | Cleveland Cavaliers | 77  | 2   | 20,1 | 45,1 | 37,2 | 69,4 | 2,3 | 1,5 | 0,5 | 0,1 | 8,7  |
| 2023-2024 | San Antonio Spurs   | 72  | 3   | 17,6 | 47,9 | 38,9 | 67,3 | 2,5 | 1,7 | 0,5 | 0,2 | 6,8  |
| Carriera  | Carriera            | 476 | 186 | 22,7 | 43,2 | 35,7 | 71,1 | 3,0 | 2,0 | 0,7 | 0,1 | 9,3  |

#### Play-off
| Anno     | Squadra             | PG | PT | MP   | TC%  | 3P%  | TL%  | RP  | AP  | PRP | SP  | PP  |
| -------- | ------------------- | -- | -- | ---- | ---- | ---- | ---- | --- | --- | --- | --- | --- |
| 2018     | Cleveland Cavaliers | 14 | 0  | 4,4  | 33,3 | 14,3 | 25,0 | 0,5 | 0,2 | 0,2 | 0,0 | 1,0 |
| 2023     | Cleveland Cavaliers | 5  | 0  | 18,6 | 36,0 | 30,0 | 66,7 | 3,0 | 1,0 | 0,4 | 0,2 | 6,0 |
| Carriera | Carriera            | 19 | 0  | 8,2  | 34,9 | 25,9 | 53,8 | 1,2 | 0,4 | 0,3 | 0,1 | 2,3 |

#### Massimi in carriera
- Massimo di punti: 29 (2 volte)[3]
- Massimo di rimbalzi: 12 (3 volte)
- Massimo di assist: 12 vs New Orleans Pelicans (31 gennaio 2022)
- Massimo di palle rubate: 4 (2 volte)
- Massimo di stoppate: 2 (2 volte)
- Massimo di minuti giocati: 50 vs Brooklyn Nets (20 gennaio 2021)

### Eurolega
| Anno      | Squadra       | PG  | PT | MP   | TC%  | 3P%  | TL%  | RP  | AP  | PRP | SP  | PP  |
| --------- | ------------- | --- | -- | ---- | ---- | ---- | ---- | --- | --- | --- | --- | --- |
| 2013-2014 | Anadolu Efes  | 13  | 0  | 11,6 | 43,6 | 52,4 | 40,0 | 1,7 | 0,9 | 0,5 | 0,1 | 3,8 |
| 2014-2015 | Anadolu Efes  | 27  | 7  | 19,3 | 39,7 | 30,3 | 66,7 | 3,7 | 1,1 | 0,7 | 0,3 | 6,7 |
| 2015-2016 | Anadolu Efes  | 23  | 12 | 20,0 | 44,1 | 38,0 | 76,3 | 3,1 | 0,7 | 0,9 | 0,1 | 7,9 |
| 2016-2017 | Anadolu Efes  | 35  | 34 | 18,6 | 40,9 | 34,0 | 78,7 | 2,8 | 0,7 | 0,6 | 0,1 | 7,1 |
| 2024-2025 | Panathīnaïkos | 39  | 22 | 19,8 | 45,7 | 37,7 | 79,1 | 2,7 | 0,7 | 0,5 | 0,2 | 9,6 |
| Carriera  | Carriera      | 137 | 75 | 18,6 | 42,9 | 36,3 | 74,4 | 2,9 | 0,8 | 0,6 | 0,1 | 7,6 |

## Palmarès
- Coppa di Turchia: 1

Anadolu Efes: 2014-2015
- Coppa di Grecia: 1

Panathinaikos: 2024-2025
- Coppa del Presidente: 1

Anadolu Efes: 2015